# Kapfenberg
Kapfenberg (cerca de  22.000 habitantes) é uma cidade austríaca no estado da  Estíria, distrito de  Bruck an der Mur. O principal motivo de interesse turístico da cidade é o Burg Oberkapfenberg (um castelo do século XII). O principal empregador era e é o fabricante de aço  Böhler.
A cidade tem um complexo de natação, um estádio de futebol (com capacidade para 12.000 espetadores), usado pelo clube da cidade Kapfenberger SV (que irá disputar na época de 2009-2010 a Austrian Bundesliga  e um rinque  de gelo.  A equipa Kapfenberg Bulls, disputa a  Österreichische Basketball Bundesliga, a principal liga profissional do basquetebol austríaco.
|  |